# Rodrigo de Ceballos
Rodrigo de Ceballos (Aracena, 1525 - Granada, 1581) was een Spaanse componist.
Hij werd tot priester gewijd in Sevilla in 1556 en tot kapelmeester aangesteld van de kathedraal van Córdoba in 1556 en van die van Granada in 1561.
Zijn polyfone werken, bewaard gebleven in verschillende Spaanse kloosters en kathedralen, werden later verward met die van een andere componist uit dezelfde eeuw Francisco de Cevallos of Zeballos.
- Biblioteca Nacional de España: XX1154651
- Gemeinsame Normdatei: 121930394
- International Standard Name Identifier: 0000 0000 5794 3801
- Library of Congress Control Number: n82140306
- MusicBrainz: ea4cba34-7563-43e7-a409-2eaaae624266
- Nationale Bibliotheek van Tsjechië: pna2007424640
- Nationale Bibliotheek van Israël: 987007296029905171
- Système universitaire de documentation: 163846618
- Virtual International Authority File: 19867710
- WorldCat: E39PCjqKwTHmq73fpKfQR4c8fq